# Didemnum drachi
Didemnum drachi är en sjöpungsart som beskrevs av Francoise Lafargue 1975. Didemnum drachi ingår i släktet Didemnum och familjen Didemnidae. Inga underarter finns listade i Catalogue of Life.